# Jeremiah Wood

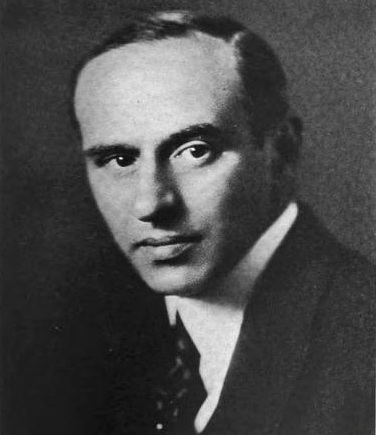
Jeremiah Wood

Jeremiah Wood (* September 1876; † 16. Januar 1962 in Hempstead, Nassau County, New York) war ein US-amerikanischer Rechtsanwalt und Politiker (Republikanische Partei).

## Werdegang
Jeremiah Wood studierte Jura, bekam 1900 seine Zulassung als Anwalt und fing dann in New York City an zu praktizieren. Er verfolgte auch eine politische Laufbahn. Wood war 1912 Mitglied in der New York State Assembly. Danach nahm er 1916 als Ersatzdelegierter bei den Republican National Convention teil.
Bei der Gouverneurswahl von 1920 wurde er als Running Mate von Nathan L. Miller zum Vizegouverneur von New York gewählt, eine Stellung, die er zwischen 1921 und 1922 bekleidete. Am 26. September 1922 trat Wood von diesem Amt zurück, um eine Ernennung zum Richter am Verwaltungsgericht von New York anzutreten. Er füllte dort die Vakanz, die durch den Rücktritt von William D. Cunningham entstand.
Wood erlitt 1925 eine Niederlage bei seinem Anlauf für das New York Supreme Court. Danach hatte er zwischen 1927 und 1929 den Vorsitz über das Nassau County Republican Committee.
Er lebte in North Lynbrook, New York, einer Gemeinde, die er geschaffen hatte, als die Ortschaft Malverne 1921 in Hempstead integriert wurde. Wood wollte nicht in einer Ortschaft leben, wo er höhere Steuern befürchten musste. Um dies zu vermeiden, veränderte er die Grenzen der neuen Ortschaft so, dass sein Heim nicht mit eingeschlossen war.